# Бар (станція, Україна)
Бар — проміжна залізнична станція Жмеринської дирекції Південно-Західної залізниці на неелектрифікованій лінії Жмеринка — Могилів-Подільський між зупинними пунктами Степанки (7 км) та Митки (13 км). Розташована в селищі Бар Жмеринського району Вінницької області.

## Історія
Станція відкрита 1892 року, в ході будівництва залізничної лінії Жмеринка — Могилів-Подільський.

## Пасажирське сполучення
На станції Бар зупиняються приміські поїзди сполученням Жмеринка — Могилів-Подільський та пасажирський поїзд міжнародного сполучення № 351/352 Київ — Кишинів. Раніше через станцію курсував регіональний поїзд «Подільський експрес» сполученням Київ — Могилів-Подільський (наразі скасований).
Від станції до селища Бар курсують узгоджені автобуси згідно розкладу руху.